# Ba Cung
Ba Cung là một xã thuộc huyện Ba Tơ, tỉnh Quảng Ngãi, Việt Nam.
Xã Ba Cung có diện tích 30,43 km², dân số năm 1999 là 1667 người, mật độ dân số đạt 55 người/km².